# Konni Zilliacus den yngre
Konni Zilliacus den yngre, född 13 september 1894 i Kobe i Japan, död 5 juli 1967, var en brittisk Labourpolitiker av finländsk och amerikansk härkomst.

## Biografi
Zilliacus var son till den finländske nationalisten Konrad Viktor (Konni) Zilliacus (1855–1924) i exil och amerikanskan Lilian McLaurin Grafe (1873–1938). Han reste runt världen med sina föräldrar till 1909, då de bosatte sig i England. Zilliacus gick i Bedales School i Hampshire, där han blev vän med Josiah Clement Wedgwoods söner. Han studerade sedan vid Yale University i USA, där han tog examen 1915.
Under första världskriget sökte han sig till den brittiska kungliga flygkåren men nekades anslutning av fysiska skäl. Istället fick han arbete vid en fransk medicinsk enhet nära fronten. Han reste med Wedgwood till Ryssland, där han sympatiserade med oktoberrevolutionen, och läckte uppgifter om Storbritanniens kontrarevolutionära aktiviteter till pressen.
Zilliacus talade nio språk flytande och internationella frågor skulle absorbera en stor del av hans energi, både som tjänsteman vid Nationernas förbund mellan krigen och som Labourmedlem i Underhuset under efterkrigstiden. Hans omfattande kontakter med personer i Östeuropa under det kalla kriget, tillsammans med hans återkommande stöd för Sovjetunionens positioner, förde honom med jämna mellanrum i konflikt med Labourpartiets ledning, vilket 1949 ledde till hans uteslutning ur partiet. År 1950 förlorade han sin plats i parlamentet, men återkom i Labourpartiet 1952, och återvände till Underhuset 1955 där han kvarstod fram till sin död 1967. 
Zilliacus var allmänt betraktad som, åtminstone, medlöpare. Han var dock en självutnämnd antikommunist som aldrig tillhört kommunistpartiet, och som ibland antog positioner i motsats till Moskvas linje, till exempel under Stalins konflikt med Tito.
Zilliacus var en framstående pacifist och drev på för minskade utgifter för vapen och kärnvapenprov under 1950-talet och motsatte sig Vietnamkriget under 1960-talet. Han blev en av grundarna av Campaign for Nuclear Disarmament. Han var mycket aktiv som politisk debattör och skrev ofta under olika pseudonymer, och 1961 var han tjänstledig från partiet i flera månader för att skriva en artikel för en tjeckisk tidning.